# 咸舍屿
咸舍屿位于南中国海西沙群岛永乐环礁东北部，鸭公岛东南约2海里，面积3000平方米，海拔3米。岛上多石堤。中国渔民向称“咸舍”或“咸且岛”。1983年中华人民共和国中国地名委员会公布的标准名称为“咸舍屿”。
咸舍屿现由中华人民共和国政府实际控制，行政上划归海南省三沙市管辖。越南政府亦声称拥有其主权。